# Station Échirolles
Station Échirolles is een spoorwegstation in de Franse gemeente Échirolles.